# Barrage de Ross
Le barrage de Ross ou barrage Ross (Ross Dam) est un barrage en béton de 164,6 m de haut pour 396,2 m de long construit sur le fleuve Skagit dans l'État de Washington au nord-ouest des États-Unis. Le barrage, dont la puissance s'élève à 460 MW, a donné naissance au lac Ross qui s'étend sur 37 km jusqu'en Colombie-Britannique. Le barrage et le lac sont situés à l'intérieur de la zone récréative nationale du lac Ross à proximité du parc national des North Cascades.
Le barrage n'est qu'un chainon d'un plus vaste projet hydroélectrique orchestré par la compagnie Seattle City Light comprenant également le barrage Diablo (lac Diablo) et le barrage Gorge (lac Gorge).

## Histoire

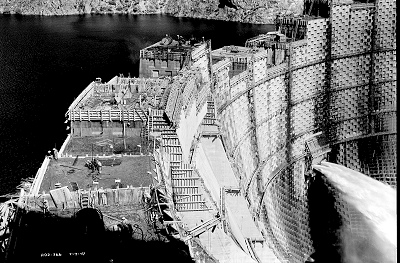
Le barrage Ross en 1947.

Avant la construction du barrage, le canyon du fleuve Skagit gardait un caractère sauvage et non urbanisé. Il accueillait de nombreux arbres potentiellement utilisables par l'industrie du bois. Le vaste projet hydroélectrique de la région fut lancé dans les années 1910. C'est alors que les barrages Gorge et Diablo furent construits. La construction du barrage Ross, initialement dénommé barrage Ruby, débuta en 1937. Le nom Ruby tirait son origine de la femme de James Ross, l'investisseur du barrage. Elle donna aussi son nom au Ruby Creek, un ruisseau de la région. En 1940, les deux premières phases du chantier était achevée et le barrage atteignait déjà près de 93 m de haut. En parallèle, la Decco-Walton Logging Company obtint un contrat pour couper les arbres de la région qui allait être inondée par les eaux du barrage. Les troncs étaient tirés sur le lac vers la Colombie-Britannique en remontant le cours du Skagit avant d'être transportés jusque sur le fleuve Fraser au Canada,,.
En 1939, le responsable du projet hydroélectrique, James Delmage Ross, décède et le barrage Ruby est renommé en son hommage. En 1943 se réalise la troisième phase du projet qui voit le barrage atteindre 145 m de haut. La demande en énergie durant la Seconde Guerre mondiale explose dans la proche ville de Seattle ce qui explique la rapidité de la réalisation de la phase. Néanmoins, le barrage ne produira de l'électricité que bien après la fin de la guerre. Ce n'est qu'en 1949 que le barrage sera totalement achevé avec une taille de 164,6 m de haut pour 396,2 m de long. Depuis lors, lorsque le barrage est rempli au maximum, le lac Ross remonte jusqu'au Canada. Ce n'est pourtant qu'après 1954 que le lac dépasse la frontière canadienne à la suite d'un accord entre la compagnie gestionnaire du lac et la Colombie-Britannique. En échange d'une perte de 2 km2 par inondation d'une partie de son territoire, la province canadienne a reçu 250 000 dollars de la compagnie ainsi qu'une prime annuelle de 5 000 dollars. C'est en 1956 que commence enfin la production d'électricité dans la centrale attachée au barrage pour une puissance de 360MW. Par la suite, la puissance est augmentée jusque 460 MW.
Une controverse touche ce barrage car il aurait été construit dans l'optique de pouvoir encore être surélevé de près de 38 m (hauteur totale de 202,6 m). Cela aurait pour conséquence l'inondation supplémentaire du territoire canadien sur près de 5 km tout en augmentant la puissance de la centrale jusque 732 MW,. Ce projet fut finalement oublié par suite de l'opposition d'environnementalistes.